# Jakov Gojun
Jakov Gojun (Split, 18 de abril de 1986) é um handebolista profissional croata, medalhista olímpico.